# Cirkel van Mohr
De cirkel van Mohr (genoemd naar de Duitse mechanicus Otto Mohr (1835 - 1918)) is een grafisch diagram waarin een mechanische spanningstoestand wordt weergegeven. In een tweedimensionale ruimte tussen schuifspanning en normaalspanning plot de spanning als een cirkel. De kleinste en grootste principiële hoofdspanningen zijn de snijpunten met de as van de normaalspanning en het middelpunt van de cirkel ligt op deze as.
De tweedimensionale tensorweergave (de tensor van Cauchy) van de spanning is:
{\displaystyle \sigma _{ij}=\left[{\begin{matrix}{\sigma _{x}}&{\tau _{xy}}\\{\tau _{xy}}&{\sigma _{y}}\\\end{matrix}}\right]}
Waarin met {\displaystyle \sigma } de normaalspanningen en met {\displaystyle \tau } de schuifspanningen zijn aangegeven.
De principiële spanningsrichtingen ({\displaystyle \sigma _{1}} en {\displaystyle \sigma _{2}}) zijn per definitie de richtingen waarin geen schuifspanning werkt. Dit zijn wiskundig gezien de eigenwaardes van de spanningstensor, zodat ze als volgt te berekenen zijn:
{\displaystyle \sigma _{1}={\frac {\sigma _{x}+\sigma _{y}}{2}}+{\sqrt {\left({\frac {\sigma _{x}-\sigma _{y}}{2}}\right)^{2}+{\tau _{xy}}^{2}}}}
{\displaystyle \sigma _{2}={\frac {\sigma _{x}+\sigma _{y}}{2}}-{\sqrt {\left({\frac {\sigma _{x}-\sigma _{y}}{2}}\right)^{2}+{\tau _{xy}}^{2}}}}
Het eerste deel van deze formules is grafisch een translatie in de normaalspanningsrichting, het tweede deel is een cirkel.
Als er sprake is van drie dimensies, zijn er drie principiële spanningsrichtingen ({\displaystyle \sigma _{1}}, {\displaystyle \sigma _{2}} en {\displaystyle \sigma _{3}}). In drie dimensies kan de spanning dan als een ellipsoïde worden weergegeven, maar dit is voor de analyse van schuifspanning niet nodig. De grootste schuifspanning heerst namelijk tussen de grootste en de kleinste principiële spanningsrichtingen ({\displaystyle \sigma _{1}} en {\displaystyle \sigma _{3}}), zodat alleen deze twee richtingen geanalyseerd hoeven te worden. In dat geval kan weer een Mohrcirkel worden getekend met als snijpunten van de horizontale (normaalspannings-) as de waarden van {\displaystyle \sigma _{1}} en {\displaystyle \sigma _{3}}.